# NCIS (nyolcadik évad)
Az NCIS című amerikai televíziós sorozat nyolcadik évadát 2010. szeptember 21-én kezdte vetíteni a CBS csatorna az Amerikai Egyesült Államokban.
Magyarországon a TV2 2011. március 7-től adta az évadot, a már megszokott hétfő esti időpontban. A csatorna Damu Roland börtönbüntetéssel végződő botránya miatt Tony szinkronhangját Schmied Zoltánra osztotta.

## Szereplők
- Mark Harmon (Leroy Jethro Gibbs) – magyar hangja: Mihályi Győző
- Cote de Pablo (Ziva David) – magyar hangja: Pikali Gerda
- Michael Weatherly (Tony) – magyar hangja: Schmied Zoltán
- Sean Murray (Timothy McGee) – magyar hangja: Kapácsy Miklós
- David McCallum (Doki) – magyar hangja: Szokolay Ottó
- Pauley Perrette (Abby) – magyar hangja: Böhm Anita
- Brian Dietzen (Dr. James Palmer) – magyar hangja: Láng Balázs
- Rocky Carroll (Leon Vance) – magyar hangja: Háda János

## Epizódlista
|  | Alább a cselekmény részletei következnek! |

| Eredeti cím | Eredeti bemutató     | Magyar cím                    | Magyar bemutató      | #    |
| --- | -------------------- | ----------------------------- | -------------------- | ---- |
| Spider and the Fly | 2010. szeptember 21. | Pókháló                       | 2011. március 7.     | 8x01 |
| Paloma Reynosa megpróbálja megölni Gibbs apját, ám az öreg elmenekül és védőőrizetbe kerül. A csapat nyomoz és közben találnak egy helikoptert két holttesttel amiről kiderül, hogy a drogbáró utazott vele, majd ő ölte meg a pilótát és a másikat. A nyomozás során Abby és Ducky kideríti, hogy Paloma a keleti parton építi ki a drogútvonalát és ha a munkával végzett jöhet a szórakozás. |                      |                               |                      |      |
| |                      |                               |                      |      |
| Worst Nightmare | 2010. szeptember 27. | Lidércnyomás                  | 2011. március 14.    | 8x02 |
| Az NCIS csapatának meg kell találnia egy eltűnt kislányt, ám nehezen megy mert a nagypapa és a múltja is beavatkozik az ügybe. |                      |                               |                      |      |
| |                      |                               |                      |      |
| Short Fuse | 2010. október 5.     | Robbanáspont                  | 2011. március 21.    | 8x03 |
| A csapatnak együtt kell dolgoznia az FBI-jal, amikor megtudják, hogy az egyik női tűzszerész egy gyilkossági ügyhöz köthető. Eközben Tony azt a hírt kapja, hogy ő lesz az NCIS reklámarca. |                      |                               |                      |      |
| |                      |                               |                      |      |
| Royals & Loyals | 2010. október 12.    | Angolbőrben                   | 2011. március 28.    | 8x04 |
| Egy gyanútlan férfi medencéjében holtan találnak egy, a haditengerészetnél szolgáló tisztet. Az előkerült bizonyítékok alapján az áldozatot a brit haditengerészet egyik hajóján ölték meg, és csak később dobták a medencébe. Gibbs és csapata szeretné átkutatni a hajót, ám a brit hatóság és a CIA megnehezíti a dolgukat. |                      |                               |                      |      |
| |                      |                               |                      |      |
| Dead Air | 2010. október 19.    | Halálsáv                      | 2011. április 4.     | 8x05 |
| Egy kisvárosi rádiónál három férfit meggyilkolnak. Amikor az NCIS csapata a helyszínre érkezik, a hangmérnökön, valamint a műsorvezetőn kívül a meghívott vendéget, Walter Daniels-t, a haditengerészet sajtósát is holtan találják. A szálak ahhoz a terrorcsoporthoz vezetnek, akik az Al-Kaida pénzét lopják, és most egy nagyszabású robbantásra készülnek. |                      |                               |                      |      |
| |                      |                               |                      |      |
| Cracked | 2010. október 26.    | Téboly                        | 2011. április 11.    | 8x06 |
| Zavartan viselkedik az utcán a Haditengerészetnél dolgozó tudós nő, majd elüti egy busz. A vegyészmérnök egész testén komoly kémiai képletek és összefüggések szerepelnek, amit még az NCIS csapatának is nehéz megfejtenie. A nő szervezetében később mérget találnak. |                      |                               |                      |      |
| |                      |                               |                      |      |
| Broken Arrow | 2010. november 9.    | Bombabiztos                   | 2011. április 18.    | 8x07 |
| Az egykori tisztet, Woodrow Iversont holtan találja barátja, Chase admirális, akivel találkozója lett volna. A férfi egy befolyásos üzletember magángépén érkezett az országba, egy üzleti csúcstalálkozóra. A felvételekről pedig kiderül, hogy Tony apja is azon a gépen utazott, ezért bevonják a nyomozásba. |                      |                               |                      |      |
| |                      |                               |                      |      |
| Enemies Foreign | 2010. november 16.   | Külföldi ellenségek           | 2011. május 2.       | 8x08 |
| Bankkártyák utáni nyomozás során Gibbs csapata felfed néhány Moszad ügynököt Ziva régi társai közül. Kiderül, hogy Eli David egy csúcstalálkozón készül részt venni az Egyesült Államokban, és közben több bérgyilkos célpontja lesz. Gibbs csapatának kell megszervezniük a védelmét. |                      |                               |                      |      |
| |                      |                               |                      |      |
| Enemies Domestic | 2010. november 23.   | Belföldi ellenségek           | 2011. május 9.       | 8x09 |
| Az előző rész folytatása. David igazgató eltűnik, a testőre meghal és Lion kórházba kerül. Vance visszaemlékszik a fiatalkori küldetésére amely Amsterdam-ban volt. Közben kiderül, hogy nem rabolták el a Moszad igazgatóját és, hogy nem is ő volt a célpont, hanem Lion Vance. Ziva apja nyomokat hagy maga után, így megtalálják és beviszik az NCIS-hez kihallgatásra. David igazgató mesélni kezd a szigony akcióról. |                      |                               |                      |      |
| |                      |                               |                      |      |
| False Witness | 2010. december 14.   | Hamis tanú                    | 2011. május 16.      | 8x10 |
| Jerry Neisler tengerészaltiszt egy gyilkossági ügy koronatanúja, aki egy menedékhelyen várja a tárgyalás napját. Egyik este kap egy DVD-t, amelyen azt látja, hogy az éjszaka valaki behatolt a lakásába és egy kést tartott a nyakához. Ekkor úgy dönt, hogy inkább eltűnik. Mivel tengerészgyalogos, az államügyész bevonja az NCIS csapatát is az ügybe. |                      |                               |                      |      |
| |                      |                               |                      |      |
| Ships in the Night | 2011. január 11.     | Veszélyes vizeken             | 2011. május 23.      | 8x11 |
| Holtan találja a haditengerészet egyik tisztet a parti őrség ügynöke, Abigail Borin, akivel nem sokkal korábban még beszélt. Mivel Gibbs és a csapat korábban már sikerrel dolgozott együtt Borin ügynökkel, őket bízzák meg azzal, hogy egy közös nyomozás keretében derítsék fel az ügyet. A szálak a családhoz vezetnek. |                      |                               |                      |      |
| |                      |                               |                      |      |
| Recruited | 2011. január 18.     | Toborzás                      | 2011. augusztus 29.  | 8x12 |
| A katonatiszti főiskola toborzóján megölnek egy tisztet, ezért az NCIS segítségét kérik az eset felderítéséhez. A csapat hamarosan tudomást szerez a katona homoszexuális beállítottságáról, amit lehetséges indítékként kezelnek. Ziva távollétében Tony és McGee együtt kezdenek nyomozni, de hamarosan váratlan segítséget kapnak Dr. Walter Magnus-tól, aki Doki elődje volt az NCIS-ben. Rövidesen aztán visszatér Ziva is, a akinek hiányát Tony nehezen viselte - legalábbis McGee szerint. |                      |                               |                      |      |
| |                      |                               |                      |      |
| Freedom | 2011. február 1.     | Szabadság                     | 2011. szeptember 5.  | 8x13 |
| Halálra vernek a saját kertjében egy tartalékos szakaszvezetőt. A nyomozás során a csapat egyre közelebb kerül a megoldáshoz, és fény derül az áldozat kusza családi kapcsolataira is. Mindeközben McGee ismeretlen személytől guminőt kap postán, Tonyt és Zivát pedig civakodó párocskának nézik a biliárdklubban, ott ahol végül pont kerül az ügy végére. |                      |                               |                      |      |
| |                      |                               |                      |      |
| A Man Walks Into a Bar… | 2011. február 8.     | Egy férfi bemegy egy bárba... | 2011. szeptember 12. | 8x14 |
| A csapat ezúttal egy haditengerészeti parancsnok halálát vizsgálja, akit ráadásul a saját hajója fedélzetén gyilkoltak meg. Az ügyet pedig még az is nehezíti, hogy eközben zajlik a csapattagok éves pszichológiai felmérése is, amely konfliktusokkal jár. Sőt, még Vance is bizonytalan a saját jövőjét illetően. |                      |                               |                      |      |
| |                      |                               |                      |      |
| Defiance | 2011. február 15.    | Ellenállás                    | 2011. szeptember 19. | 8x15 |
| Amikor a hadügyminisztérium vendégeként Washingtonban tartózkodó külföldi miniszter ellen merényletet kísérelnek meg, természetes, hogy az NCIS veszi át a nyomozást. Ráadásul rájuk bízzák a miniszter Washingtonban tanuló lányának védelmét is, aki meglepetésre, hamar közel kerül McGee-hez. |                      |                               |                      |      |
| |                      |                               |                      |      |
| Kill Screen | 2011. február 22.    | Hibaképernyő                  | 2011. szeptember 26. | 8x16 |
| A csapat egy feltehetően ámokfutó gyilkos után nyomoz, miután egy meggyilkolt matróz több megcsonkított ujját, és kitépett fogait találják meg egy zsebtolvaj által ellopott tárcában. Rövidesen kiderül, hogy jó nyomon járnak, amikor is az egyik épp kihallgatott tanút megpróbálják megölni. Úgy tűnik, hogy az ügy egy számítógépes programot fejlesztő céggel áll összefüggésben, amely McGee-t nagy lelkesedéssel tölti el. |                      |                               |                      |      |
| |                      |                               |                      |      |
| One Last Score | 2011. március 1.     | Az utolsó meló                | 2011. október 3.     | 8x17 |
| Egy fiatal pár, brutálisan leszúrt férfit talál egy autó alatt. Mint kiderül, az áldozat visszaélt a beosztásával, és tippeket adott bűnözőknek arról, miképp rabolhatnak ki bűnüldöző szervek által lefoglalt raktárakat. A nyomok egy értékes holmikkal teli raktárhoz vezetnek, amely egy csalás miatt elítélt nő tulajdonában volt. Gibbs felkeresi a nőt a börtönben, Tony és Ziva pedig megfigyelés alá vonják a raktárat. Közben új különleges ügynök érkezik az irodába, aki hamar felkelti Tony érdeklődését, és úgy tűnik, a vonzalom kölcsönös. |                      |                               |                      |      |
| |                      |                               |                      |      |
| Out of the Frying Pan | 2011. március 22.    | Vallatás                      | 2011. október 10.    | 8x18 |
| Gibbs megkérdőjelezi Vance indítékait, amikor is az igazgató különös dolgot rendel el. Arra utasítja ugyanis a csapatot, hogy vegyenek át egy ügyet a rendőrségtől, és kérdezzenek ki egy kamaszt, akit apa-gyilkossággal gyanúsítanak. |                      |                               |                      |      |
| |                      |                               |                      |      |
| Tell-All | 2011. március 29.    | Kitálalás                     | 2011. október 17.    | 8x19 |
| Két kiránduló fiatal egy katonatiszt holttestére bukkan az erdőben. A helyszín közelében később Tony megtalálja az áldozat vérrel írt üzenetét. Kiderül, hogy az üzenet a Védelmi Hírszerző Ügynökség egy kéziratára utal, amely titkos katonai információkat tartalmaz. |                      |                               |                      |      |
| |                      |                               |                      |      |
| Two-Faced | 2011. április 5.     | Kétarcúság                    | 2011. október 24.    | 8x20 |
| Holtan találnak egy tengerészt műanyag fóliába csomagolva, akit a gyilkos kiemelt figyelemmel, és pontossággal megtisztított. Hamarosan kiderül, hogy egy sorozatgyilkossal van dolga a csapatnak az úgynevezett "Kikötői Vándorral". Ebből kifolyólag Vance létrehoz egy új csapatot az sorozatgyilkos lekapcsolására. A másik munkacsoport vezetője a már Spanyolországban debütált Erika Barett lesz. Ziva leleplezi a barátját, hogy valójában CIA-ügynök. Bonyodalmat okoz az, amikor DiNozzo együtt tölt egy éjszakát Barett-tel, így Gibbs szerint Tony elveszítette a racionális ítélőképességét. Vagyis megszegte a tizenkettes szabályt a "ne randizz munkatárssal" címmel! |                      |                               |                      |      |
| |                      |                               |                      |      |
| Dead Reflection | 2011. április 12.    | Tükörkép                      | 2011. október 31.    | 8x21 |
| Az új csapat a Pentagon gyilkossági ügyében nyomoz. Az esetnek nagyon egyszerű a megoldása, mert a tettest rögzítette egy videokamera. Nem is sejtik, hogy az állítólagos gyilkosnak egy különleges maszk volt a segítségére. |                      |                               |                      |      |
| |                      |                               |                      |      |
| Baltimore | 2011. május 3.       | Baltimore                     | 2011. november 7.    | 8x22 |
| Miután az NCIS csapata a "kétarcú" szemét elküldte üzenet formájában, kiderült, hogy egy olyan személyhez tartozik, aki szerepel a nyilvántartásban. Ezzel párhuzamosan pedig a "Kikötői Vándor" egy újabb áldozatot követelt: Danny Price tíz évvel ez előtt 2001-ben DiNozzo társa volt a baltimore-i rendőrség gyilkossági osztályán. Dr. Mallard tájékoztatja Gibbs-et, hogy Palmer elrontott boncolási jegyzőkönyve szerint történt a legutóbbi gyilkosság, ami összefügg a jelenlegi baltimore-i üggyel. Ebből arra következtetnek, hogy van közöttük egy belső ember, aki hozzáfér az NCIS adatbázisához. Megjegyzés: ebben az epizódban tekinthetünk vissza arra, amikor DiNozzo először találkozik Gibbs-el, és először tartóztatja le. Viszont az ügy lezárása után Tony csatlakozik az NCIS-hez. |                      |                               |                      |      |
| |                      |                               |                      |      |
| Swan Song | 2011. május 10.      | Hattyúdal                     | 2011. november 14.   | 8x23 |
| Újabb bizonyítékok kerülnek az NCIS nyomozóinak birtokába, így már biztosak abban, hogy a “Kikötői Vándor” köztük van. A csapat ekkor a nyomozásba kénytelen egy CIA-ügynököt is bevenni. Gibbs azt szeretné, ha a barátai mellette lennének, ezért Washingtonba hívja Mike Franks-et, akiről azonban kiderül, hogy a sorozatgyilkos következő áldozata. |                      |                               |                      |      |
| |                      |                               |                      |      |
| Pyramid | 2011. május 17.      | Piramis                       | 2011. november 21.   | 8x24 |
| A Kikötői Vándor újonnan kiszemelt áldozata nem más, mint Ziva. A tettes úgy próbálja őt Ray lakására csalni, hogy egy telefonüzenetet hagy neki. Az NCIS csapata pedig csak azután ér a helyszínre, hogy Ziva-t már elrabolta. A csapatot azonban meglepetés fogadja, amikor is megjelenik a Kikötői Vándor és fel akarja adni magát. Ám Gibbs és a többiek hamar rájönnek, hogy ez része az őrült tervének, és egyáltalán nincsenek biztonságban |                      |                               |                      |      |
| |                      |                               |                      |      |